# تجمع الدقيقة (المحفد)

تعديل مصدري - تعديل

تجمع الدقيقة هو أحد التجمعات البدوية في عزلة المحفد بمديرية المحفد التابعة لمحافظة أبين، بلغ تعداد سكانها 48 نسمة حسب تعداد اليمن لعام 2004.